# ГЕС Дага-Чу
ГЕС Дага-Чу (англ. Dagachhu) – гідроелектростанція в центральній частині Бутану. Використовує ресурс із річки Dagachhu, правої притоки Punatsangchhu (в пониззі відома як Санкош), яка в свою чергу приєднується ліворуч до Raidāk незадовго до впадіння останньої у Брахмапутру (нерідко зазначається, що притокою Брахмапутри є саме Санкош). 
В межах проекту річку перекрили бетонною гравітаційною греблею висотою 31 метр та довжиною 96 метрів, яка через з’єднувальний канал довжиною 0,23 км подає ресурс до відкритого басейну для видалення осаду. Звідти починається дериваційний тунель довжиною 8,1 км, сполучений на завершальному етапі з верхнім балансувальним резервуаром висотою 48 метрів та діаметром 18 метрів. Далі ресурс переходить у напірну шахту глибиною 271 метр з діаметром 3,4 метри. 
Машинний зал станції споруджений у підземному виконанні та має розміри 63х25х38 метрів, крім того, існує окрема зала для трансформаторного обладнання розмірами 53х20х18 метрів. Доступ персоналу здійснюється через тунель довжиною 275 метрів (також прокладено резервний евакуаційний тунель довжиною 285 метрів).
Основне обладнання станції становлять дві турбіни типу Пелтон потужністю по 63 МВт, які при чистому напорі у 282 метри забезпечують виробництво 515 млн кВт-год електроенергії на рік.
Відпрацьована вода повертається в річку через відвідний тунель довжиною 0,7 км.
Проект реалізували на умовах державно-приватного партнерства державна корпорація Druk Green Power Corporation (DGPC, 59%), індійський конгломерат Tata (26%) та Національний Пенсійний Фонд Бутану (15%). Першу електроенергію отримали наприкінці зими 2015 року.